# 1910 UECF 코파 델 레이 결승전
1910 UECF 코파 델 레이 결승전(스페인어: La Final de la Copa del Rey de 1910 de UECF)은 스페인 컵대회인 코파 델 레이의 8번째(비공식) 결승전(대회는 3개 구단의 리그전으로 진행되었기 때문에 엄밀히 결승전은 없었다)으로 클루브 시클리스타와 조직위원회 간의 불화로 인해 이 연도에 벌어진 두 경쟁 협회가 동시에 진행한 두 컵대회 결승전 중 하나로, 이 대회를 치르기 위해 몇몇 구단들이 최대되었다. 이 대회는 산 세바스티안 스페인 축구단 연합(Unión Española de Clubes de Fútbol, UECF)이 주관한 "비공식" 대회이다. 이 대회 우승 구단과 경쟁 연맹으로 마드리드에 신설된 연맹이자 나중에 스페인 왕립 축구 연맹(스페인어: Real Federación Española de Fútbol, RFEF)이 되는 스페인 축구 연맹(Federación Española de Fútbol, FEF)의 2달 뒤 대회 모두 현재 RFEF가 공식 대회로 인정하고 있다.
이 대회는 처음으로 아틀레틱 빌바오가 지금까지 이어오는 적백 줄무늬 유니폼을 입었는데, 이 유니폼은 잉글랜드에서 얼마 전에 몇 벌을 들여왔다.(같은 시기 자매 구단인 아틀레티코 마드리드도 같이 몇 벌을 들여왔다)

## 경기 상세 정보
| 아틀레틱 빌바오   | 1–0         | 바스코니아 |
| ----------------- | ----------- | ---------- |
| 레미히오 이사 56′ | [ 3 ] [ 4 ] |            |

| 아틀레틱 빌바오:              |
|                               |
| 루이스 아스토르키아           |
| 후안 아르수아가               |
| 호세 마리아 아만              |
| 호세 마리아 벨라우스테 (주장) |
| 캐머런                        |
| 그레이엄                      |
| 루이스 우르타도               |
| 레미고 이사                   |
| 번스                          |
| 마틴 베이치                   |
| 루이스 이세타                 |

| 바스코니아:           |
|                       |
| 페드로 베아           |
| 포토                  |
| 알폰소 세나           |
| 호세 베라온도         |
| 보니파시오 에체베리아 |
| 고이티솔로            |
| 에우세비오 레투리아   |
| 시먼스                |
| 매기니스              |
| 마리아노 라코르트     |
| 사우레스              |

## 같이 보기
- 1910 FEF 코파 델 레이 결승전
- 1913 UECF 코파 델 레이 결승전
- 바스크 더비